# ゲット スマート
『ゲット スマート』（Get Smart）は、2008年公開のアメリカ映画。製作はワーナー・ブラザース。スパイ・アクション要素のあるコメディ作品。
原作は1960年代にアメリカで製作され日本でも放映された同原題の人気テレビドラマ『それ行けスマート』。

## あらすじ
かつて国際犯罪組織カオスと戦いを繰り広げていたアメリカの秘密諜報機関コントロールは、公には冷戦の終結に伴い解体されたことになっていた。しかし水面下では、コントロールの戦いは今も続いていた。
マックスウェル・スマートは、コントロールの敏腕分析官として働いていた。しかし、マックスウェルは地味なイメージの内勤ではなく、花形である現場エージェントとして活躍することを願い昇格試験を受験し、7回目の受験で念願の合格を果たした。しかし、チーフから「組織一の分析官がいなくなるのは困る」と言われ、エージェントへの昇格を見送られてしまう。ショックを受けたマックスウェルは気晴らしに街を散歩するが、彼が散歩から戻るとコントロール本部がカオスの襲撃を受けて壊滅していた。さらに、エージェント全員の個人情報が奪われてしまい、各地でエージェントが殺されていく。昇格を見送られていたマックスウェルは急遽エージェント86としてカオスを追うことになり、整形手術を受けたばかりでカオスに顔が知られていないエージェント99とコンビを組み、カオスを追ってロシアに向かう。
分析官として収集した情報から、カオスが核爆弾を製造していることを突き止めたマックスウェルは、カオスと関係を持つクリスティックのパーティーに潜入する。相棒のエージェント99はコントロール一のエリート・エージェントだったため、事務方のマックスウェルを相手にしていなかったが、彼の優れた観察力や分析力を見て次第に協力し合うようになり、協力してクリスティックを射殺し、核爆弾の製造工場となっているモスクワのパン工場に向かう。二人は別々に工場に潜入するが、マックスウェルがカオスの幹部シーグフリードに捕まってしまう。しかし、マックスウェルは脱出に成功し、あらかじめ仕掛けていた爆弾を起動して工場を爆破する。合流したエージェント99と脱出しようとするが、殺し屋のダリープに追い付かれてしまう。マックスウェルは収集した情報を元に、家庭の不和に悩むダリープを慰めて味方に引き込み、工場からの脱出に成功する。
工場の一件から二人は信頼を深めるが、マックスウェルが発見したと報告した核物質が工場跡から発見されなかったことから、チーフとエージェント23はマックスウェルがカオスのスパイだと断定し、彼を拘束する。一方、核爆弾を手にしたシーグフリードはアメリカ政府を脅迫するが、副大統領は話を全く聞こうとせず、シーグフリードは見せしめとしてアメリカ国内で核爆弾を爆発させることに決める。チーフはエージェント23・99を連れて大統領の元に報告に向かい、ダリープから情報を得たマックスウェルも監房を脱走してチーフたちの後を追う。
誤解が解けてエージェントに復帰したマックスウェルは、チーフたちと共に大統領が出席するコンサート会場に向かうが、アメリカ合衆国シークレットサービスに追い返されてしまう。その時、マックスウェルの放射能探知機がエージェント23に対して反応を見せ、彼がカオスのスパイだったことが判明する。エージェント23は99を人質に車で逃走し、マックスウェルとチーフは小型機に乗り込み二人を追跡する。マックスウェルは車に飛び乗りエージェント99を助け出して23と闘うが、車が線路に入り込み列車と衝突する。間一髪で脱出したマックスウェルは、チーフとエージェント99と共にコンサート会場に戻り、核爆弾の起爆を阻止する。逃走中の車の中で爆発が失敗したことを知ったシーグフリードは再起を目指すが、その際にダリープの妻をブス呼ばわりしたため、怒った彼に車から川に投げ出されてしまう。事件が解決した後、マックスウェルは正式にエージェントに昇格し、エージェント99と公私共にパートナーとなる。

## キャスト
| 役名                                       | 俳優                         | 日本語吹き替え                                               | 日本語吹き替え |
| 役名                                       | 俳優                         | ソフト版                                                     | テレビ朝日版   |
| ------------------------------------------ | ---------------------------- | ------------------------------------------------------------ | -------------- |
| マックスウェル・スマート（エージェント86） | スティーヴ・カレル           | 横島亘                                                       | 江原正士       |
| エージェント99                             | アン・ハサウェイ             | 林真里花                                                     | 田中敦子       |
| エージェント23                             | ドウェイン・ジョンソン       | 楠大典                                                       | 小杉十郎太     |
| チーフ                                     | アラン・アーキン             | 佐々木敏                                                     | 小川真司       |
| シーグフリード                             | テレンス・スタンプ           | 山野史人                                                     | 大木民夫       |
| ブルース                                   | マシ・オカ                   | 保村真                                                       | 関智一         |
| ロイド                                     | ネイト・トレンス             | 遠藤純一                                                     | 木村昴         |
| シュターカー                               | ケン・デイヴィシャン         | 魚建                                                         | 宝亀克寿       |
| ダリープ                                   | ダリープ・シン               |                                                              | 大友龍三郎     |
| エージェント91                             | テリー・クルーズ             | 加藤亮夫                                                     | 乃村健次       |
| ララビー                                   | デヴィッド・ケックナー       | 楠見尚己                                                     | 塩屋浩三       |
| 受付嬢ジュディ                             | ケリー・カーバッツ           | 小松由佳                                                     | 小松由佳       |
| 航空保安官                                 | ビル・ロマノウスキー         |                                                              | 山野井仁       |
| デブ女                                     | リンジー・ホリスター         |                                                              | 斉藤貴美子     |
| ブロンド女                                 | タチアナ・カブロヴァ         |                                                              | 武田華         |
| クリスティック                             | デヴィッド・S・リー          | 加藤亮夫                                                     | 田中秀幸       |
| ハイミー                                   | パトリック・ウォーバートン   |                                                              | 玄田哲章       |
| シークレットサービス指揮官                 | スティーヴン・ダンハム       |                                                              | 木下浩之       |
| 副大統領                                   | ジェフ・ピアソン             | 石住昭彦                                                     | 大塚芳忠       |
| 大統領                                     | ジェームズ・カーン           | 稲垣隆史                                                     | 内海賢二       |
| エージェント13                             | ビル・マーレイ（カメオ出演） | 石住昭彦                                                     | 安原義人       |
| CIAエージェント1                           | ラリー・ミラー               | 斎藤志郎                                                     | 小形満         |
| CIAエージェント2                           | ケヴィン・ニーロン           | 加藤亮夫                                                     | 佐藤美一       |
| パイロット                                 | デヴィッド・ファブリツィオ   |                                                              | 滝知史         |
| カウンター女性                             | ジェーン・ギルクリスト       | 橘凜                                                         | 加藤悦子       |
| イラク人                                   | マイク・アクロウィ           | 原語音声                                                     | 隈本吉成       |
| 大将                                       | ブレイク・クラーク           |                                                              | 中村浩太郎     |
| シークレットサービス運転手                 | マシュー・グレイヴ           |                                                              | 楠見尚己       |
| オペルの運転手                             | バーニー・コペル             |                                                              | 中村浩太郎     |
| その他                                     | N/A                          | 永野善一 杉野博臣 小松史法 仁科洋平 堀越省之助 ちふゆ 松井茜 |                |

- ソフト版吹き替え - DVD・BD収録
  - 演出：高田浩光、翻訳：藤澤睦実、制作：プロセンスタジオ
- テレビ朝日版吹き替え - 初回放送2011年12月11日21:30～23:40『日曜洋画劇場』
  - 演出：鍛治谷功、翻訳：藤澤睦実、制作：東北新社

## スタッフ
- 監督：ピーター・シーガル
- 製作総指揮：ピーター・シーガル、ブレント・オーコナー、ジミー・ミラー、デイナ・ゴールドバーグ、ブルース・バーマン
- 製作：アンドリュー・ラザー、チャールズ・ローヴェン、アレックス・ガートナー、マイケル・ユーイング
- キャラクター原案：メル・ブルックス、バック・ヘンリー
- 脚本：トム・J・アッスル、マット・エンバー、ブライアン・シンガー
- 音楽：トレヴァー・ラビン
- 撮影：ディーン・セムラー
- 編集：リチャード・ピアソン
- 美術：ウィン・トマス

## 興行収入
本作と同じくヒットが見込まれていた『愛の伝道師 ラブ・グル』と同日公開だったが、全米興行収入は初登場1位を記録。一般公開初日に1340万ドル、週末の段階で3900万ドルを獲得。公開4週目で1億ドルを突破。

## 評価
Rotten Tomatoesには215件のレビューが寄せられ支持率51%となり、「『ゲット スマート』はスティーヴ・カレルの笑いの魅力を引き出しているが、結果的には、ごく普通のサマー・コメディです」と批評している。Metacriticでは34件のレビューに基づき、54/100点の評価となっている。
ロジャー・イーバートとエンターテインメント・ウィークリーのリサ・シュワルツバームは、好意的な評価を与えている。シカゴ・サンタイムズのリチャード・ローパーも、「今年最も楽しめる映画の一つ」と評価している。批評家ジェームズ・ベラルディネリも、高評価を与えている。
デイリーニューズのグレン・ウィップは「驚くほど酷い映画」と酷評し、サンフランシスコ・クロニクルのミック・ラサールも「とても笑うことはできませんでした」と酷評した。ロサンゼルス・タイムズのケネス・トゥランは、「それは笑いを無視したアクションが増幅していき、とてもエキサイティングなスパイ映画になってしまった」と批評している。

## スピンオフ
本作のスピンオフ（番外編）として劇場非公開作品（Vシネマ）『ブルース&ロイドのボクらもゲットスマート』（原題：Get Smart's Bruce and Lloyd:Out of Control）がワーナー・ブラザースによって製作された。本編では脇役だった開発者コンビ（ブルースとロイド）に焦点が当てられている。本国では本編と同じくPG-13指定。72分。
監督はジル・ジュンガー、脚本はトム・J・アッスル及びマット・エンバー。出演者はマシ・オカ、ネイト・トレンス、ジェイマ・メイズ他。アン・ハサウェイもゲスト出演している。

## 続編
2008年10月7日にワーナー・ブラザースとヴィレッジ・ロードショー・ピクチャーズが続編の製作を発表し、スティーヴ・カレル、アン・ハサウェイ、アラン・アーキンが続投することになった。2010年7月にカレルは続編のプロットを受け取ったことを発表した。彼は続編への出演に意欲を見せたが、具体的な脚本が執筆されるまで待つことを明言した。
2013年には、カレルは続編が製作される可能性が低いことを示唆した。しかし、12月にピーター・シーガルは、カレルが書いた「面白い脚本」を基に近いうちに続編が製作されると述べた。